# Walter Heerdt
Carl Balthasar Walter Heerdt (* 9. März 1888 in Frankfurt am Main; † 2. Februar 1957 ebenda) war ein deutscher Chemiker. Er gilt als Erfinder des Zyklon B.

## Leben

### Schulzeit und Studium
Der Sohn eines Kaufmanns besuchte die Wöhlerschule und anschließend das Goethe-Gymnasium in seiner Heimatstadt. Nach dem Abitur reiste Heerdt zunächst für vier Monate nach Schottland und England, bevor er im Herbst 1906 ein Studium der Chemie an der Universität München aufnahm. Nachdem er das chemische Verbandsexamen bestanden hatte, ging er Ende des Jahres 1910 nach Gießen. Im Februar 1911 promovierte er an der dortigen Universität bei Karl Elbs Über die Reduktion von Naphtolcarbonsäuren zu Aldehyden. Mit der Arbeit an seinem Dissertationsthema hatte Heerdt bereits im Münchner Laboratorium von Hugo Weil (1863–1942) begonnen, den er neben Elbs als Lehrer ansah.

### Berufstätigkeit

#### Tätigkeit für Degussa und TASCH
Heerdt arbeitete anschließend für die Deutsche Gold- und Silber-Scheideanstalt (Degussa), in deren amerikanischem Tochterunternehmen Roessler & Hasslacher er zwischen 1912 und 1916 in der Schädlingsbekämpfung tätig war. Dabei arbeitete er mit Cyanwasserstoff (Blausäure), der vor allem in den USA zur Entwesung gefällter Bäume eingesetzt wurde. Zurück in Deutschland übernahm er 1917 die Leitung des Technischen Ausschusses für Schädlingsbekämpfung (TASCH), den Fritz Haber vom Kaiser-Wilhelm-Institut für physikalische Chemie in Berlin in Zusammenarbeit mit der Degussa eingerichtet hatte, und der an das Preußische Kriegsministerium angeschlossen war. Die Mitarbeiter des TASCH  führten mit Blausäure Begasungen von Getreidesilos, Militäranlagen und Grenzübergängen durch.
Mit Ende des Ersten Weltkriegs wurde Heerdt von Haber als Geschäftsführer des TASCH eingesetzt, der an das Reichswirtschaftsministerium angegliedert wurde und noch bis zum 31. März 1919 bestehen blieb. Unter Heerdts Leitung stand ab 1920 auch die von Haber als öffentlich-rechtliche Körperschaft initiierte Deutsche Gesellschaft für Schädlingsbekämpfung (Degesch), die im März 1919 mit gemeinnützigem, öffentlich-rechtlichem Status gegründet, 1920 von einem Firmenkonsortium übernommen und schließlich 1922 von der Degussa gekauft und damit privatisiert wurde. Mit der Degesch sollten die Verfahren zur Schädlingsbekämpfung mit Blausäure, welche der TASCH erprobt hatte, allgemein zugänglich gemacht werden. Wesentliche Forschungsarbeiten wurden weiterhin in Habers Kaiser-Wilhelm-Institut durchgeführt.

#### Entwicklung des Zyklon B
Da gasförmige Blausäure sowohl geruchsneutral und farblos ist als auch für den Menschen tödlich wirkt, in flüssigem Zustand aber explosiv ist und dazu neigt, sich durch Polymerisation zu zersetzen, suchte man nach Wegen, ein nichtflüchtiges Derivat mit Warnstoffen zu entwickeln. Ein erstes, von Ferdinand Flury und Albrecht Hase entwickeltes Präparat aus Cyan- und Chlorverbindungen ließ sich die Degesch 1920 unter dem Namen Zyklon patentieren. Dies war allerdings in der Herstellung kostspielig und wurde außerdem nach den Bestimmungen des Versailler Vertrages verboten, weil Bestandteile des Präparats von der deutschen Armee im Ersten Weltkrieg als Giftgase eingesetzt worden waren.
1922 gelang es Heerdt, saugfähige Trägermaterialien, zunächst Kieselgur-Granulat, mit Blausäure zu tränken, die in Dosen gepresst werden konnten. Die Herstellung erfolgte unter primitiven Umständen in einem hölzernen Pferdestall mit Hilfe von Werkstudenten. 1923 und 1924 entwickelte Heerdt gemeinsam mit Bruno Tesch und weiteren Chemikern einen modifizierten Warnstoff, der nicht unter das alliierte Verbot von Chemiewaffen fiel. In Abgrenzung von der früheren Formel nannten die Chemiker das Produkt Zyklon B. Degesch und Degussa meldeten verschiedene Patente auf das Zyklon-B-Verfahren an. Heerdt erhielt im Rahmen eines 1926 geschlossenen Erfindervertrages eine Vergütung von 0,8 bis 1,7 % der verkauften Menge des Zyklon B und eine Beteiligung von 10 % bei einer Lizenzvergabe der Degesch an Dritte. Am 27. Dezember 1926 erteilte das Reichspatentamt das Zyklon-B-Patent, bei dem Walter Heerdt als Erfinder angegeben wurde, rückwirkend zum 22. Juni 1922 an die Degesch (DRP 438818). Das Zyklon B wurde in der Dessauer Zuckerraffinerie industriell hergestellt und zunächst als Zyklon vertrieben. Der Name Zyklon B fand intern zur Unterscheidung vom Vorgängerprodukt Zyklon A Verwendung.

#### Gründer und Geschäftsführer der HeLi (Heerdt-Lingler)
Am 24. August 1925 gründete Heerdt, der erst Ende 1925 als Geschäftsführer der Degesch ausscheiden sollte, gemeinsam mit dem Kaufmann Johann Lingler, Prokurist der Degesch, die Firma Heerdt-Lingler (HeLi) in Frankfurt am Main. Die HeLi schloss einen Vertrag mit der Degesch, der ihr als Handelsfirma das Monopol für den Vertrieb und die Anwendung für Degesch-Produkte südwestlich der Elbe einräumte. Dazu gehörten im Ausland auch Österreich, Ungarn, die Balkanländer, Polen, Holland und Ägypten. Ziel dieser vom Vorstandsmitglied der Degussa, Hermann Schlosser, initiierten Umorganisation der Degesch war die Verringerung des Geschäftsrisikos durch Dezentralisierung. Eine weitere Handelsfirma wurde Tesch & Stabenow, die Bruno Tesch aus Verärgerung darüber, dass nur Heerdt einen Erfinder-Vertrag für das Zyklon B erhalten hatte, bereits 1924 gegründet hatte. Heerdt saß auch im elfköpfigen Verwaltungsrat der Degesch.
Das Zyklon-B-Patent erwies sich als wirtschaftlicher Erfolg, wenngleich die größten Gewinne bis 1938 im Ausland gemacht wurden. In ihrer Studie zur Geschichte des Zyklon B erklärten Jürgen Kalthoff und Martin Werner 1998, dass Zyklon B zum führenden Begasungsmittel in der Schädlingsbekämpfung geworden sei. Der Historiker Peter Hayes wies dagegen auf ernst zu nehmende Konkurrenz  durch Arsen- und Schwefelverbindungen sowie Präparaten auf Dampfbasis hin.

#### Während des Nationalsozialismus
1931 hatte die Degesch 51 % der Geschäftsanteile der HeLi übernommen, deren außerdeutsches Vertragsgebiet gleichzeitig erweitert worden war. Heerdt blieb bis Mitte Juli 1941 alleiniger Geschäftsführer der HeLi. Zu diesem Zeitpunkt wurde seine Frau wegen einer Bemerkung in einem abgefangenen Brief von der Gestapo verhaftet. Heerdt lag mit Herzproblemen bis Anfang Februar 1942 im Krankenhaus. Der Gauwirtschaftsberater der NSDAP in Hessen-Nassau, Karl Eckardt, forderte im August 1941 von der Degesch die sofortige Abberufung Heerdts als Geschäftsführer. Heerdt und seine Familie seien bekannt dafür, dass sie jede „Berührung“ mit der Partei vermieden und den „deutschen Gruß“ nicht gebrauchten. Bei einer Hausdurchsuchung sei belastendes Material gefunden worden, so dass mit Heerdts Vorladung oder Inhaftierung zu rechnen sei. Der Degussa-Direktor Hermann Schlosser lehnte es ab, sich für Heerdt zu verwenden, der vom Krankenbett aus am 21. August 1941 seinen Rücktritt einreichte und durch Gerhard Peters ersetzt wurde. Nach seiner Entlassung aus dem Krankenhaus wurde auch Heerdt durch die Gestapo verhaftet. Auf Intervention Winifred Wagners bei Heinrich Himmler wurden er und seine Frau im März 1942 mit der Auflage entlassen, Frankfurt zu verlassen.
Heerdt siedelte nach Nußdorf am Attersee in Österreich über. Der 1943 auslaufende Erfindervertrag für das Zyklon B wurde nicht erneuert. Heerdt erhielt ab 1943 eine monatliche „Mitarbeitervergütung“ in Höhe von 200 Reichsmark von der Degesch und weitere 600 RM bzw. 200 RM monatlich von der HeLi als „Lebensversicherungs-Zuschuß“. Hinzu kamen 6000 RM jährlich aus Heerdts Geschäftsanteil.

#### Nach dem Zweiten Weltkrieg
Nach dem Ende des Zweiten Weltkriegs schied Peters aus der Geschäftsführung der Degesch aus. Heerdts politische Schwierigkeiten während des Nationalsozialismus prädestinierten ihn für die Leitung der Degesch, und er wurde wieder zum Geschäftsführer der Degesch bestellt. Diese Position hatte er bis zu seinem Tod inne.

## Publikationen
- Über die Reduktion von Naphtolcarbonsäuren zu Aldehyden. Höfling, München, 1911 (Zugleich Dissertation an der Universität Gießen 1911).
- Die neuen Verfahren und Vorrichtungen zur Sanierung von ungeziefer-verseuchten Wohnstätten., S.L. a. 1923.